# フジグラン宇部
フジグラン宇部（フジグランうべ）は、山口県宇部市明神町にあるコミュニティ型ショッピングセンター (CSC) である。

## 概要
宇部興産（後のUBE）が所有していた宇部港東見初地区の工場用地を開発し、フジが運営する施設として1999年（平成11年）3月10日に開店した。山口県内では6箇所目、宇部市においては1996年（平成8年）9月26日開店したゆめタウン宇部に次ぐ大型複合ショッピングセンターである。
大型スーパーマーケット（SSM）の「食品館」（旧グランヴェスタ）と総合スーパー（GMS）の「生活館」（旧グランフジ）を両端に配置して、天窓を設置した吹き抜け構造の専門店街で結ぶ2核1モール形式の施設で、映画館（シネマコンプレックス）やゲームセンター、ボウリング場といった娯楽施設、英会話教室や別棟のフィットネスクラブといったカルチャー施設などを併設しており、複合商業施設的な要素を持つ。
建物は鉄骨造地上2階建て、開業時の初期投資額は57億円で、設計・施工は大成建設。開発主体および当初の施設所有者は宇部興産子会社の宇部興産開発であり、フジが借り上げる形を取っていた。2021年の宇部興産開発の解散に伴い、大規模小売店舗の設置者は三菱UFJ信託銀行に変更され、さらに2024年9月3日に同行を信託受託者としてマリモ地方創生リート投資法人が所有権を取得した。プロパティマネジメントはUBE子会社のUBEアセット&インシュアランスが引き続き担っている。
店舗面積は2万400m2（直営1万5936m2、テナント4464m2）であり、フジ・リテイリングが運営する「フジグラン」としては店舗面積・売上高ともに山口県内最大である。駐車場は周辺に平面・立体駐車場を配置しているほか屋上駐車場を設けている。
当施設の建設にあたり空調設備にガス吸収式冷温水機が採用されたことで、当時の宇部市ガス局（後の山口合同ガス宇部支店）の商業用ガス販売量は50パーセント以上増加することになり、市街地の郊外化により液化石油ガス（プロパンガス）との競合が拡大していた都市ガス事業の経営改善に寄与した。
当初、計画段階において宇部興産が大規模小売店舗法に基づき届け出た「コミュニティパークうべ（仮称）」の施設計画では、延床面積7万4640m2、店舗面積2万9750m2（うちフジ2万2600m2）で、当時のフジ最大の店舗であったフジグラン広島を上回る規模で1998年（平成10年）9月18日開店予定としていたが、大規模小売店舗審議会中国審議部会での審議を経てフジ部分の申請面積を29%カットする形で結審した。削減前の計画では建物を地上5階建てとし、1階から3階に店舗、4階と5階に駐車場を配置する、ゆめシティに近い施設形態を予定していた。
また、フジの出店計画に先立つ1989年（平成元年）、当地にダイエーが店舗面積約5万m2のショッピングセンターの建設を計画し、宇部市や商工会議所に進出意向を表明していた。ダイエーは1971年（昭和46年）11月、宇部市の中心市街地に丸久との共同開発により「ダイエー宇部ショッパーズプラザ」（売場面積4684平方メートル）を出店していたが15年で撤退しており、郊外型の大型店舗として再進出を目指していた。

## テナント
毎日興業が運営している映画館「シネマ・スクエア7」（シネマ・スクエアセブン）、ナムコが山口県内で唯一営業しているゲームセンター及びボウリング場の「ワンダーパーク」といった娯楽施設、無印良品などの小売店、宇部スイミングスクールが運営するフィットネスクラブ「SSSスポーツプラザ宇部店」（スリーエススポーツプラザうべてん）などが入居している。

### シネマ・スクエア7
シネマ・スクエア7（シネマ・スクエアセブン）は、毎日興業株式会社（まいにちこうぎょう）が運営している映画館（シネマコンプレックス）。フジグラン宇部の開業から5か月が経過した1999年（平成11年）8月3日に着工、同年11月27日に開館した。
フジグラン宇部の2階の一部を改築して開館し、その名の通りスクリーンが7つある。音響システムは山口県内唯一のDolby SRD 7.1chが導入され、3D映画の上映システムはDolby 3D方式を導入している。
また、オンラインでのチケット販売もしているが、手数料が50円掛かり、一度につき5枚しか購入できず、更に座席が選べないなどという制限がある。。
運営会社の毎日興業は山口県周南市に本社を置き、2015年（平成27年）12月28日まで同市で映画館「テアトル徳山」を運営した他、開館前の1999年3月12日まで同市錦町にて「宇部有楽劇場」（1959年〈昭和34年〉開業）を運営していた。
| スクリーン | 座席数（車椅子） | 音響設備  |
| ---------- | ---------------- | --------- |
| Cinema1    | 91席（1）        | SRD 7.1ch |
| Cinema2    | 104席（1）       | SRD 7.1ch |
| Cinema3    | 94席（1）        | SRD 7.1ch |
| Cinema4    | 188席（2）       | SRD 7.1ch |
| Cinema5    | 67席（1）        | SRD 7.1ch |
| Cinema6    | 94席（1）        | SRD 7.1ch |
| Cinema7    | 83席（1）        | SRD 7.1ch |

### SSSスポーツプラザ宇部店

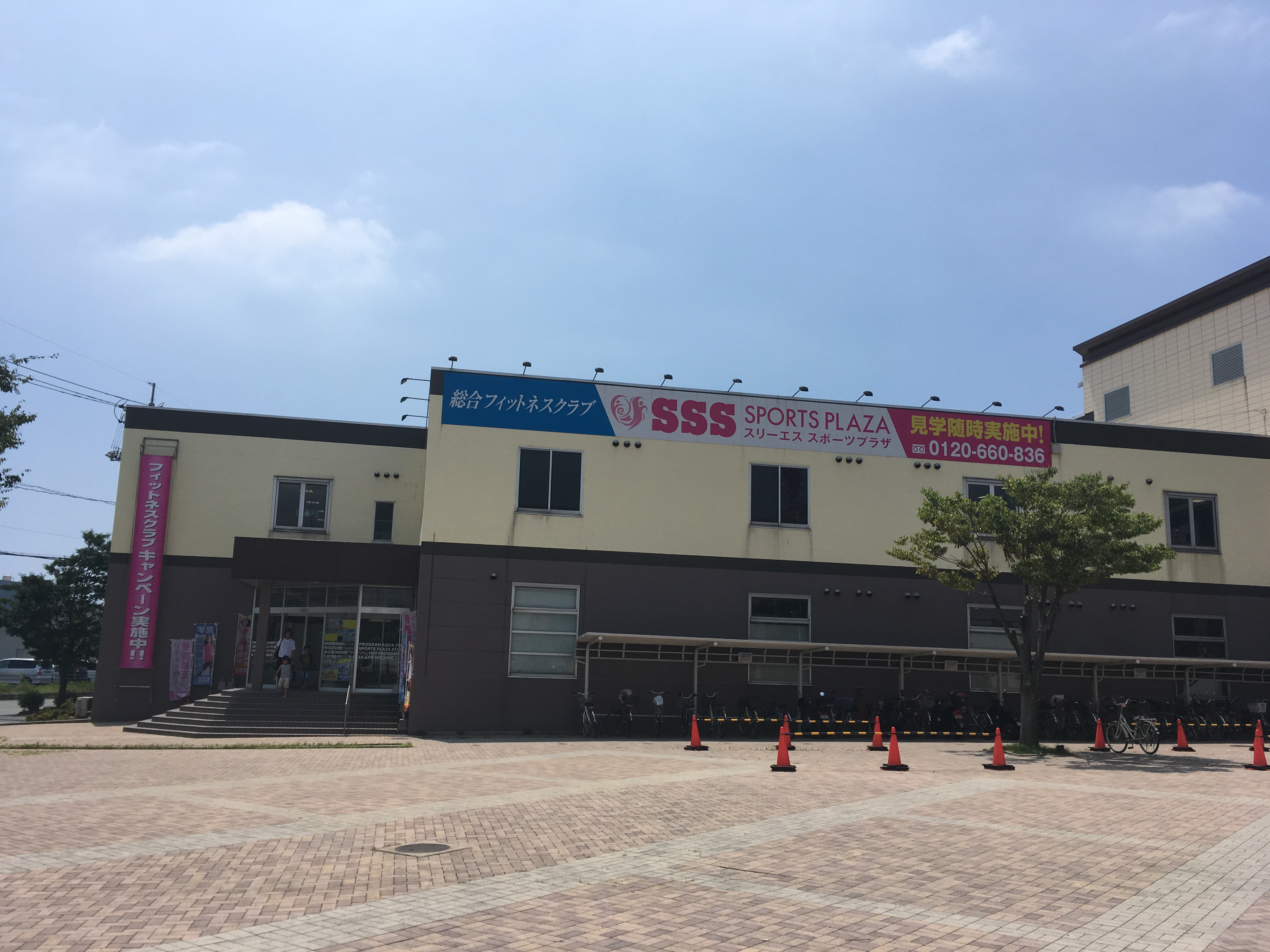
SSSスポーツプラザ宇部店

SSSスポーツプラザ宇部店（スリーエススポーツプラザうべてん）は、株式会社宇部スイミングスクールが運営するフィットネスクラブ。1979年（昭和54年）に開業した「SSS宇部スイミングスクール」が前身。フジグラン宇部開店を機に敷地内に移転開業し、フィットネスクラブを併設した。

## 売上高
フジが発表していた年次売上高は以下の通り。なお同社は2011年2月期以降の店舗別売上高を公表していない。
| 期          | 売上額（百万円） | 売上順位 | 前年比 | 出典                               |
| ----------- | ---------------- | -------- | ------ | ---------------------------------- |
| 2008年2月期 | 9,089            | 8位      | 100.6% | 平成20年2月期 決算・参考資料 (PDF) |
| 2009年2月期 | 8,271            | 9位      | 91.0%  | 平成21年2月期 決算・参考資料 (PDF) |
| 2010年2月期 | 8,003            | 9位      | 非公表 | 平成22年2月期 決算・参考資料 (PDF) |

## 周辺

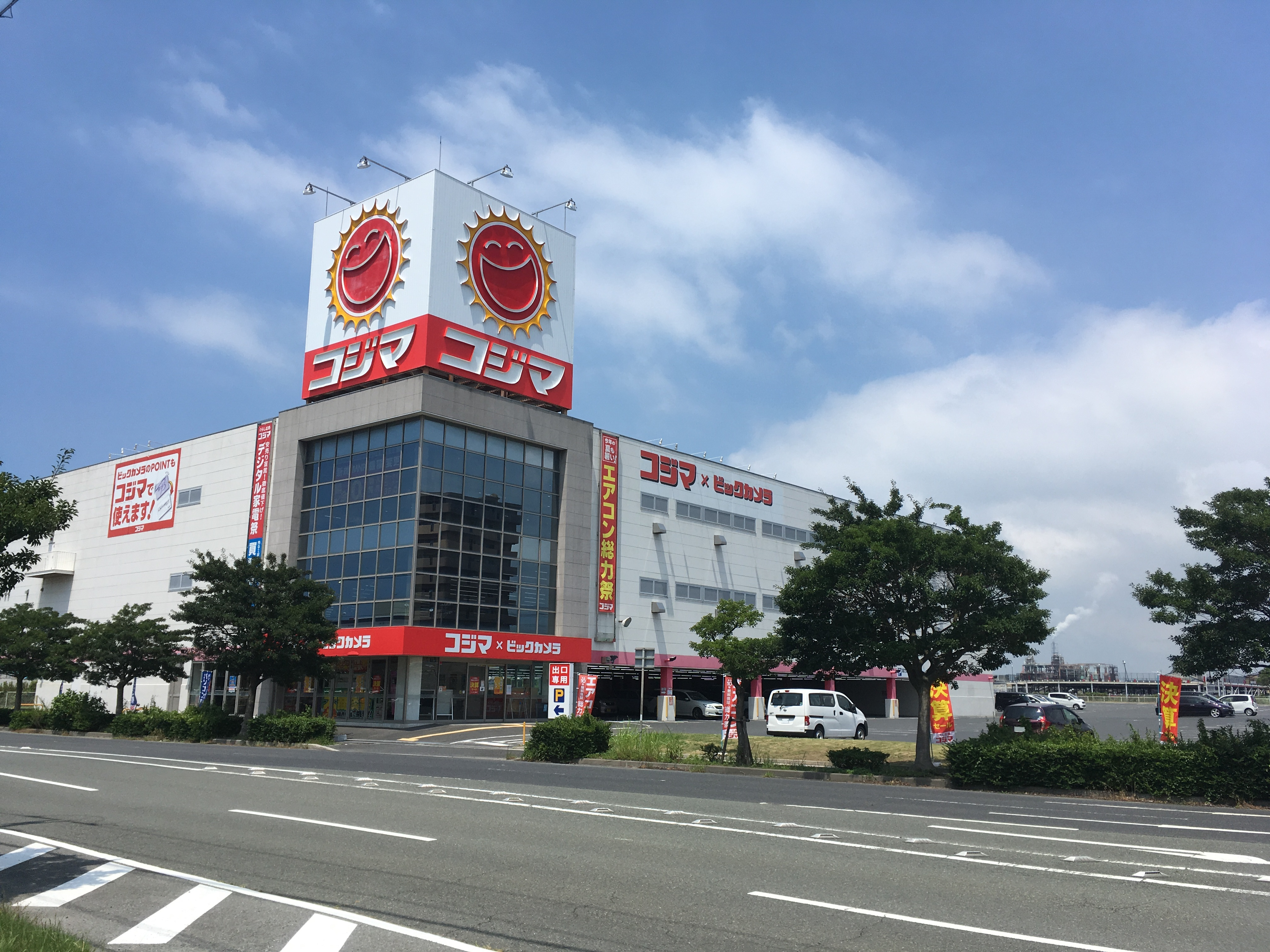
コジマ×ビックカメラ山口宇部空港店

フジグラン宇部の開業後、周辺に複数の商業施設が出店している。
- コジマ×ビックカメラ 山口宇部空港店 - 2007年10月27日開店。コジマが運営する山口県唯一の店舗。
- DCMダイキ 宇部店
- ウォンツ 宇部東見初店 - 旧・メディコ21→くすりのレデイ 宇部コスメ店。かつてはフジの子会社が運営していた。
- しまむら 昭和店
- マルハン 宇部店
- ヤマダデンキ テックランド宇部東見初店
- パークレーン宇部（ボウリング場）

## アクセス
- 西日本旅客鉄道（JR西日本）宇部線 宇部岬駅より徒歩10分。
- また、宇部線 宇部新川駅・山口宇部空港よりバス（宇部市営バス）が運行している。

### 備考
1. ↑  1997年9月19日に阿知須町（当時）との市境付近に開店したハイパーモールメルクス宇部も広大な駐車場を有する大型商業施設だが、業態としてはオープンモールのパワーセンター型店舗である。また、フジのSCとしては、2003年3月1日に宇部駅周辺に近隣型ショッピングセンター (NSC) であるパルティ・フジ西宇部を開店している。